# Студийный монитор
Студийный монитор — акустическая система (громкоговоритель в акустическом оформлении) небольшой мощности с идеально гладкой АЧХ, используемый в профессиональной звукозаписи в студии для контроля баланса инструментов, качества исполнения (во время записи), качества сводимого сигнала.
Словосочетанием «студийный монитор» также может сокращённо называться студийный видеомонитор, применяющийся для контроля качества изображения или одновременно звука и изображения в условиях студийного видеомонтажа.

## Требования
Созданы, чтобы максимально точно отображать звучание записанного материала. Из этого следует, что студийные мониторы не выбирают по красоте звучания — прежде всего, мониторы должны выявлять максимальное количество особенностей и дефектов записи. Студийные аудиомониторы также можно назвать «идеальной» акустической системой. 
Основными показателями качества студийного монитора являются: линейность АЧХ и ФЧХ, ширина диапазона передаваемых частот, мощность. Наиважнейшее требование к студийному монитору — это воспроизводить звук как он есть, с максимальной точностью, без всякой окраски и искажений. 
Хорошее звучание студийного монитора заключается не в окраске звука, а в максимально честной передаче звука без «приукрашиваний».
Учитывая идеально чёткое и ровное звучание студийных мониторов, их можно применять для написания и прослушивания любых типов и жанров музыки, то есть они должны быть универсальны.

## Разновидности
Согласно студийному стандарту существуют три разновидности мониторинга: ближнее, среднее и дальнее поле. Ближнее поле — мониторы мощностью не выше 100 Вт, диаметр <басового> динамика до 20 см (8 дюймов). Располагаются на расстоянии до 1,5 метров от звукорежиссёра. Среднее и дальнее поле — используются в профессиональных студиях, студийные мониторы располагаются на значительном расстоянии и обладают большей мощностью.
Именно студийные мониторы ближнего поля распространены в домашних и полупрофессиональных студиях. Их цена невысока, мощность позволяет работать не мешая соседям, зато качество звуковой передачи высоко. Студийные мониторы бывают активными (со встроенным усилителем мощности), и пассивными (используется внешний усилитель). Одни звукорежиссёры считают, что в корпусе колонки кроме дерева и динамика ничего быть не должно, другие предпочитают два в одном. Качество звука активных студийных мониторов может не отличаться от пассивных, но обычно повыше (благодаря активному делению частот, согласованию производителем связки динамик-усилитель и отсутствию длинных акустических кабелей).
Диаметр динамика влияет на диапазон низких частот, которые он может передавать. Также важен частотный диапазон студийного монитора, он должен быть в среднем от 51 Гц до 22 кГц. Стоит обращать внимание на линейность амплитудно-частотной характеристики (АЧХ), чем она ровнее — тем лучше.